# Singles Collected
R.E.M. Singles Collected – czwarta składanka zespołu R.E.M. wydany w 1994 roku.

## Lista utworów
1. „Radio Free Europe (Edit)” – 3:11
2. „There She Goes Again” (Lou Reed) – 2:50
3. „So. Central Rain” – 3:16
4. „King of the Road” (Roger Miller) – 3:13
5. „(Don’t Go Back To) Rockville (Edit)” – 3:54
6. „Catapult” (Live) – 3:55
7. „Cant Get There from Here (Edit)” – 3:13
8. „Bandwagon” (Bill Berry/Peter Buck/Mike Mills/L. Stipe/Michael Stipe) – 2:16
9. „Wendell Gee” – 3:02
10. „Crazy” (Bewley/Briscoe/Crowe/Lachowski) – 3:03
11. „Fall on Me” – 2:50
12. „Rotary Ten” – 2:00
13. „Superman” (G. Zekley/M. Bottler) – 2:52
14. „White Tornado” – 1:55
15. „The One I Love” – 3:16
16. „Maps And Legends” (Live) – 3:15
17. „It’s the End of the World as We Know It (And I Feel Fine) (Edit)” – 3:11
18. „Last Date" (Floyd Cramer) – 2:16
19. „Finest Worksong” (Other Mix) – 3:47
20. „Time After Time Etc.” (Live) – 8:22